# Kanton Gerbershausen

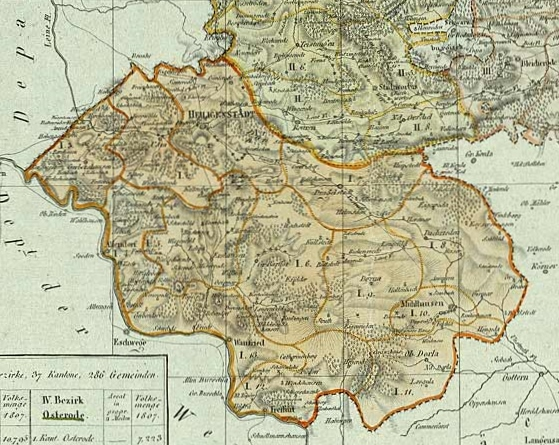
Der Kanton Gerbershausen im District Heiligenstadt

Der Kanton Gerbershausen war eine Verwaltungseinheit im Distrikt Heiligenstadt des Departements des Harzes im napoleonischen Königreich Westphalen. Hauptort des Kantons und Sitz des Friedensgerichts war der Ort Gerbershausen im heutigen thüringischen Landkreis Eichsfeld. Der Kanton bestand aus 20 Orten des Obereichsfelds, die bis Oktober 1812 unter der einheitlichen Verwaltung des Obersteiner Katonmaires von Hanstein standen. Nach dessen Entlassung im Jahr 1812 wurde der Kanton als selbstständige Verwaltungseinheit aufgelöst und von Uder aus mitverwaltet. Der Kantonmaire von Linsingen erhielt dazu eine entsprechende Zulage zu seinem Gehalt.
Zum Kanton gehörten die Ortschaften:
- Gerbershausen
- Arenshausen,  Unterstein, Oberstein
- Rothenbach und Rumerode, Bornhagen
- Schanze und Rimbach
- Werleshausen mit Neuseesen, Lindewerra
- Hohengandern,  Kirchgandern und Besenhausen, Rustenfelde
- Marth mit Hessenau und Rustenberg, Schönhagen